# Тійонофудзі Міцугу
Тійонофудзі Міцугу (яп. 千代の富士 貢 Тійонофудзі Міцугу), народився 1 червня 1955, Хоккайдо, Японія — 31 липня 2016, Токіо) — 58-й йокодзуна, легенда сумо. Ріст 183 см, вага 127 кг. Справжнє ім'я — Міцугу Акімото (яп. 秋元 貢 Акімото Міцугу).

## Біографія
Народився 1 червня 1955 року, Хоккайдо, Японія. Займає третє місце в історії сумо за кількістю виграних Кубків Імператора (найголовніший і, фактично, єдиний офіційний турнір сумо, де визначається найкращий сумоїст, проводиться шість разів на рік) — 31 перемога, більше тільки у Тайхо — 32 перемоги та Хакухо, у якого - 41 Кубок Імператора.
Маючи відносно невеликі габарити порівняно з іншими сумоторі, в роки розквіту кар'єри вважався непереможним, отримавши від суперників та шанувальників сумо прізвисько «Вовк» — за непереможний характер, непоступливість, волю до перемоги, ідеальну техніку, жорстку хватку і, найголовніше, «вовчий» погляд, яким він одарював суперника перед двобоєм на дохьо.
Тійонофудзі став першим борцем сумо в історії, який досяг феноменального результату — 1000 перемог на дохьо (всього за кар'єру 1045 перемог). Ставши йокодзуною в 26 років, він залишався найкращим протягом майже десяти років — з 1981 р. по 1991 р.
Його кар'єра за дивним збігом обставин безпосередньо пов'язана з долею іншої великої династії сумо — перемігши на початку свого сходження на вершину сумо озекі Таканохана, він змусив останнього ухвалити рішення про завершення кар'єри сумоторі, не досягши найвищого звання йокодзуни. У 1991 за іронією долі, Тійонофудзі був переможений сином того самого Таканохана — Такаханада, який пізніше став одним з найвеличніших йокодзун і прийняв ім'я Таканохана. І саме після поразки від Такаханади Тійонофудзі завершив свою кар'єру великого борця сумо.
Після завершення кар'єри Тійонофудзі залишився в сумо і став ояката (подібно європейському розумінню тренера, наставника і одночасно власника клубу) 
Значною кількістю  експертів та шанувальників сумо Тійонофудзі вважався (і досі вважається) найкращим йокодзуною всіх часів, особливо, до початку епохи Хакухо.
Дуже важко визначити дійсно найкращого сумоторі (практично неможливо), але Тійонофудзі беззаперечно знаходиться серед тих, хто найбільше наблизився до почесного звання найкращого.
Великий Вовк став легендою за життя і по праву є одним з ідолів Японії, показуючи власним прикладом, як за допомогою характеру, незламності, честі і чемності можна зробити себе і свою долю.

## Результати
| Рік у сумо | Січень Хацу басьо, Токіо   | Березень Хару басьо, Осака                    | Травень Нацу басьо, Токіо                    | Липень Нагоя басьо, Нагоя               | Вересень Акі басьо, Токіо                    | Листопад Кюсю басьо, Фукуока                |
| --- | -------------------------- | --------------------------------------------- | -------------------------------------------- | --------------------------------------- | -------------------------------------------- | ------------------------------------------- |
| 1970 | x                          | x                                             | x                                            | x                                       | (Маедзумо)                                   | Схід Дзьонокуті #10 5–2                     |
| 1971 | Схід Дзьонідан #57 4–3     | Захід Дзьонідан #38 4–3                       | Захід Дзьонідан #19 4–3                      | Захід Дзьонідан #5 3–4                  | Захід Дзьонідан #26 5–2                      | Схід Санбамме #61 Знявся через травму 0–0–7 |
| 1972 | Захід Дзьонідан #19 5–2    | Захід Санбамме #60 5–2                        | Схід Санбамме #31 4–3                        | Захід Санбамме #20 5–2                  | Схід Макусіта #59 3–4                        | Схід Санбамме #8 4–3                        |
| 1973 | Схід Макусіта #59 4–3      | Схід Макусіта #51 4–3                         | Схід Макусіта #45 2–2–3                      | Захід Санбамме #2 6–1                   | Схід Макусіта #31 5–2                        | Захід Макусіта #18 3–4                      |
| 1974 | Захід Макусіта #25 5–2     | Схід Макусіта #15 4–3                         | Схід Макусіта #11 3–4                        | Схід Макусіта #20 5–2                   | Схід Макусіта #11 7–0–P Champion             | Схід Дзюрьо #12 9–6                         |
| 1975 | Захід Дзюрьо #4 6–9        | Захід Дзюрьо #8 8–7                           | Захід Дзюрьо #6 9–6                          | Схід Дзюрьо #2 9–6                      | Схід Маеґасіра #12 5–10                      | Схід Дзюрьо #4 4–8–3                        |
| 1976 | Захід Дзюрьо #13 4–11      | Схід Макусіта #7 5–2                          | Захід Макусіта #1 4–3                        | Захід Дзюрьо #13 9–6                    | Схід Дзюрьо #10 8–7                          | Схід Дзюрьо #6 5–10                         |
| 1977 | Схід Дзюрьо #11 8–7        | Захід Дзюрьо #10 10–5                         | Схід Дзюрьо #2 5–10                          | Захід Дзюрьо #9 8–7                     | Схід Дзюрьо #7 10–5                          | Схід Дзюрьо #1 9–6                          |
| 1978 | Схід Маеґасіра #12 8–7     | Схід Маеґасіра #8 8–7                         | Схід Маеґасіра #5 9–6 Д                      | Захід Комубусі #1 5–10                  | Схід Маеґасіра #4 4–11                       | Захід Маеґасіра #10 9–6                     |
| 1979 | Схід Маеґасіра #4 5–10     | Захід Маеґасіра #8 2–6–7                      | Захід Дзюрьо #2 9–4–2                        | Захід Маеґасіра #14 8–7                 | Схід Маеґасіра #10 8–7                       | Схід Маеґасіра #7 7–8                       |
| 1980 | Схід Маеґасіра #8 8–7      | Схід Маеґасіра #3 8–7 Т★                      | Захід Комубусі #1 6–9                        | Захід Маеґасіра #2 9–6 Т★               | Схід Комубусі #1 10–5 Т                      | Схід Секіваке #1 11–4 Т                     |
| 1981 | Схід Секіваке #1 14–1–P ТВ | Схід Одзекі #1 11–4                           | Схід Одзекі #1 13–2                          | Схід Одзекі #1 14–1                     | Захід Йокодзуна #1 1–2–12                    | Схід Йокодзуна #2 12–3–P                    |
| 1982 | Схід Йокодзуна #2 12–3     | Захід Йокодзуна #1 13–2                       | Схід Йокодзуна #1 13–2–P                     | Схід Йокодзуна #1 12–3                  | Схід Йокодзуна #1 10–5                       | Схід Йокодзуна #1 14–1                      |
| 1983 | Схід Йокодзуна #1 12–3     | Схід Йокодзуна #1 15–0                        | Схід Йокодзуна #1 Знявся через травму 0–0–15 | Схід Йокодзуна #1 13–2                  | Схід Йокодзуна #1 14–1                       | Захід Йокодзуна #1 14–1                     |
| 1984 | Схід Йокодзуна #1 12–3     | Захід Йокодзуна #1 4–4–7                      | Схід Йокодзуна #2 11–4                       | Йокодзуна #2 Знявся через травму 0–0–15 | Схід Йокодзуна #2 10–5                       | Захід Йокодзуна #1 14–1                     |
| 1985 | Схід Йокодзуна #1 15–0     | Схід Йокодзуна #1 11–4                        | Схід Йокодзуна #1 14–1                       | Схід Йокодзуна #1 11–4                  | Схід Йокодзуна #1 15–0                       | Схід Йокодзуна #1 14–1                      |
| 1986 | Схід Йокодзуна #1 13–2     | Схід Йокодзуна #1 1–2–12                      | Схід Йокодзуна #1 13–2                       | Схід Йокодзуна #1 14–1–P                | Схід Йокодзуна #1 14–1                       | Схід Йокодзуна #1 13–2                      |
| 1987 | Схід Йокодзуна #1 12–3–P   | Схід Йокодзуна #1 11–4                        | Схід Йокодзуна #1 10–5                       | Схід Йокодзуна #1 14–1                  | Схід Йокодзуна #1 9–2–4                      | Схід Йокодзуна #2 15–0                      |
| 1988 | Схід Йокодзуна #1 12–3     | Схід Йокодзуна #1 Знявся через травму 0–0–15  | Схід Йокодзуна #2 14–1                       | Схід Йокодзуна #1 15–0                  | Схід Йокодзуна #1 15–0                       | Схід Йокодзуна #1 14–1                      |
| 1989 | Схід Йокодзуна #1 11–4     | Захід Йокодзуна #1 14–1                       | Схід Йокодзуна #1 Знявся через травму 0–0–15 | Схід Йокодзуна #2 12–3–P                | Захід Йокодзуна #1 15–0                      | Схід Йокодзуна #1 13–2                      |
| 1990 | Схід Йокодзуна #1 14–1     | Схід Йокодзуна #1 10–5                        | Захід Йокодзуна #1 13–2                      | Схід Йокодзуна #1 12–3                  | Схід Йокодзуна #1 Знявся через травму 0–0–15 | Схід Йокодзуна #2 13–2                      |
| 1991 | Схід Йокодзуна #1 2–1–12   | Захід Йокодзуна #2 Знявся через травму 0–0–15 | Захід Йокодзуна #2 Відставка 1–3             | x                                       | x                                            | x                                           |
| Результат наведений як переміг-програв-знався Перемога Малий кубок Відставка Не виступав у макууті Спеціальні призи: Д=За бойовий дух (Канто-сьо); В=За видатний виступ (Сюкун-сьо); Т=За технічну досконалість (Гіно-сьо) Ще показані: ★=Кімбосі; P=Участь у додатковому фіналі Ліги: Макууті — Дзюрьо — Макусіта — Сандамме — Дзьонідан — Дзьонокуті Рівні макууті: Йокодзуна — Одзекі — Секіваке — Комусубі — Маегасіра |                            |                                               |                                              |                                         |                                              |                                             |